# ケビン・ピーターセン
ケビン・ピーター・ピーターセン, MBE（英: Kevin Peter Pietersen, MBE、1980年6月27日 - ）は、南アフリカ共和国・ピーターマリッツバーグ 出身の元プロクリケット選手。元イングランド代表。ポジションはバッツマン。

## 概要
2000年代を代表するクリケット選手の一人。クリケットのバイブルとして知られるウィズデン・クリケッターズ・アルマナックによって、2000年代のODI形式のワールドイレブンに選出された。